# Пєткевич Йосиф
Пєткевич Йосиф (також П'єткевич, Петкевич), пол. Pietkewicz Józef, або пол. Piętkiewicz, Pieszkiewicz; 1646 ― 3 квітня 1708, Битень, нині Івацевицький район Берестейської області, Білорусь) ― руський священник, василіянин, проповідник, церковний письменник, історіограф Василіянського Чину, протоархимандрит Конґреґації Пресвятої Трійці ЧСВВ (1686–1690).

## Життєпис

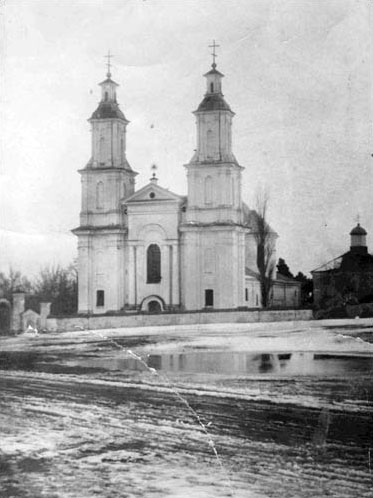
Церква святого Йосафата в Битені, збудована під час настоятельства о. Йосифа Пєткевича (після 1673 р.). Стан поч. ХХ ст.

Про дату і місце народження так як і про дитячі роки Йосифа Пєткевича нічого невідомо. Після вступу до Василіянського Чину і складення вічних обітів навчався в єзуїтській колегії в Браунсбергу (бл. 1653). Повернувшись зі студій став вікарієм Віленського монастиря Пресвятої Трійці і як вікарій в 1658 і 1661 рр. був делегатом на василіянські капітули в Жировичах. В 1664 р. супроводжував до Риму Холмського єпископа Якова Сушу, а з 1665 р. до 1669 р. виконував уряд прокуратора Чину при Апостольській Столиці. По повороті до Литви став проповідником в Жировицькому монастирі, а 1671 р. брав участь в генеральній капітулі в Новогрудку. 1674 р. став настоятелем василіянського монастиря в Битені і магістром тамтешнього новіціату. На генеральній капітулі в Жировичах 1675 р. обраний секретарем Чину і виконував цей уряд до 1686 р. В 1680 р. брав участь в церковному соборі в Любліні (т. зв. Colloquio Lublinensi), скликаному з ініціативи короля Яна ІІІ Собєського для того, щоб схилити до об'єднання всіх уніатів і православних Речі Посполитої в одну церковну організацію. Будучи секретарем Чину, Пєткевич в 1670-х рр. зібрав у один корпус Правила митрополита Йосифа Велямина Рутського, протоколи капітул та різні документи від часу заснування Чину (від 1617 р.). В дебатах із митрополитом Кипріяном Жоховським відстоював право василіян на екземпцію Чину, тобто підпорядкування безпосередньо Апостольському Престолові, та право вибирати протоархимандритів з-поміж монахів, а не як було до цього, коли митрополити були протоархимандритами Василіянського Чину. Обидві сторони дійшли до порозуміння на капітулі в Новогрудку (1–10 серпня 1686 р.), скликаній апостольським нунцієм в Речі Посполитій Опіціо Паллавічіні, наслідком якої стала «Угода» (Nexus) між Київським митрополитом і Василіянським Чином. На цій капітулі Пєткевича обрано протоархимандритом на наступні чотири роки. По завершенні каденції 1690 р. отримав пожиттєвий титул консультора Чину. В 1690—1698 рр. був настоятелем монастиря в Битені, а 1698—1703 рр. — в Жировичах. 1703 р. обраний протоконсультором Чину і знову настоятелем Битенського монастиря. Помер 3 квітня 1708 р. в Битені.

## Твори
- Проповідь: Sen słodki pobożney śmierci JW. JMP. Krystyny Woynianki Kuncewiczowey Woiewodziny Brzeskiey kazaniem pogrzebowym w Cerkwi Łyskowskiey dnia 8 febr. Anno 1685 przez W. X. Jozefa Pietkiewicza, Zakonu Sw. Bazylego, Sekretarza Hegumena Byteńskiego Z dozwoleniem Starszych stłumaczony
- Medytacje albo rozmyślania na Ewangelie przypadające na wszystkie niedziele, dni i święta uroczyste całego roku według Obrządku Swiętey Wschodniey Cerkwi… Przez wielebnego x. Józefa Pietkiewicza Zakonu Świętego Bazylego W. niegdy konsultora ordinis, y starszego byteńskiego, zebrane y spisane… (Почаїв 1754)
- Житіє преподобного отца нашего Великаго Онуфрія… (Супрасль 1696)
- Те саме польською мовою: Paphnutius monachus officium i summariusz prszedziwnego żywota św. Onufrego (Варшава 1787)

### «Medytacje albo rozmyślania» (Почаїв 1754р.)
«За його [Пєткевича] стараннями в Битені лишилися книги для приватних розважань (медитацій) щоденних і щомісячних, яких як щоденного набоженьства, навіть і в глибокій старості так, як і колись, коли тут починав служити Богові, не опускав».
Зі вступу до цього видання можна довідатися, як тогочасні василіяни розуміли і практикували розважання-роздумування. Ця вправа, необхідність якої автор уважає за річ очевидну, новики і монахи відбували в п'яти етапах:
1. Приготування, якого в жодному разі не можна пропускати. Про цю частину сказано: «Найперше, віддаливши себе від всяких занять, розсіяння, пустих та непотрібних думок, заспокоївши сили своєї душі, розум, волю, пам'ять і всі внутрішні та зовнішні почування, живою вірою сильно утверди в собі пам'ять про Божу присутність, яка наповнює увесь світ і тебе наскрізь проникає… По-друге, розбуди в собі найглибшу покору, честь і пошану для так великого Маєстату, перед яким ти триваєш, і перед яким хочеш розмовляти… По-третє, коли в совісті почуваєшся до якогось гріха, за який ти ще не учинив покути, то бодай на короткий час сокрушися досконало… Накінець, проси Бога про просвічення…».
2. Друга частина — це читання, або слухання текстів, які будуть предметом роздумувань. В цій частині автор перестерігає: «стилю, вимови, способу складення, риторичних концептів не шукати в Божому Слові, а лише прославлення Бога і користі для своєї душі».
3. Третю частину названо «богомисленна уважність» (bogomyślne uważanie). Автор звертає увагу саме на потребу богомислення: «Треба знати, якщо лише сам наш розум приглядається до побожних речей, то таке приглядання називається роздумою, і воно вправляє і полірує тільки розум, але не приводить нас до Божої любові та інших чеснот; а коли приглядається і розум, і одночасно наша воля прагне до різних побожних почувань, тоді це називається „богомисленна уважність“, і це богомислення веде нас до Божої любові, до побожного життя, запалює до святих чеснот». Тому автор повчає, що треба все розмірковувати умом, поставити собі перед очі, але після цього мусить іти пробудження волі до різних почуттів: любові до Бога, благодарення, уникання гріха і ненависті до нього, тощо.
4. Благодарення, які повинні бути пов'язані і випливати з теми, над якою відбувалося Богомислення-роздумування.
5. На закінчення чернець, на підставі проведених роздумувань, повинен висловити Богові також свої прохання.
Це були вказівки для щоденних роздумувань. У практиці Чину відбувалися також восьмиденні реколекції, під час яких монахи проводили більше, ніж одне роздумування і віддавалися виключно духовним вправам. На такі реколекційні дні (монаші говіння) в книжці о. Йосифа на кожний день призначено по три роздумування.